# 大滝勇佑
大滝 勇佑（おおたき ゆうすけ、1994年4月5日 - ）は、大阪府松原市出身の元プロ野球選手（外野手、内野手）。右投右打。プロでは育成選手であった。

## 経歴

### プロ入り前
地球環境高校進学後、1年春からベンチ入りし2年秋から4番に定着。
3年時には通信制高校としては初となる選抜高等学校野球大会への出場も果たした。
2012年10月25日に行われたドラフトでソフトバンクから育成2位で指名された。通信制高校からのドラフト指名は史上初の快挙となる。

### ソフトバンク時代
2013年2月、痛めていた右肘の再建手術を受ける。これによりルーキーイヤーはリハビリに費やす見込みとなった。
2015年10月4日、球団から戦力外通告を受けた。

## 詳細情報

### 年度別打撃成績
- 一軍公式戦出場なし

### 背番号
- 129 （2013年 - 2015年）